# Бальони, Асторре (ди Гвидо)
Асто́рре Бальо́ни (итал. Astorre Baglioni; … ,Перуджа — 15 июля 1500, там же) — итальянский кондотьер.

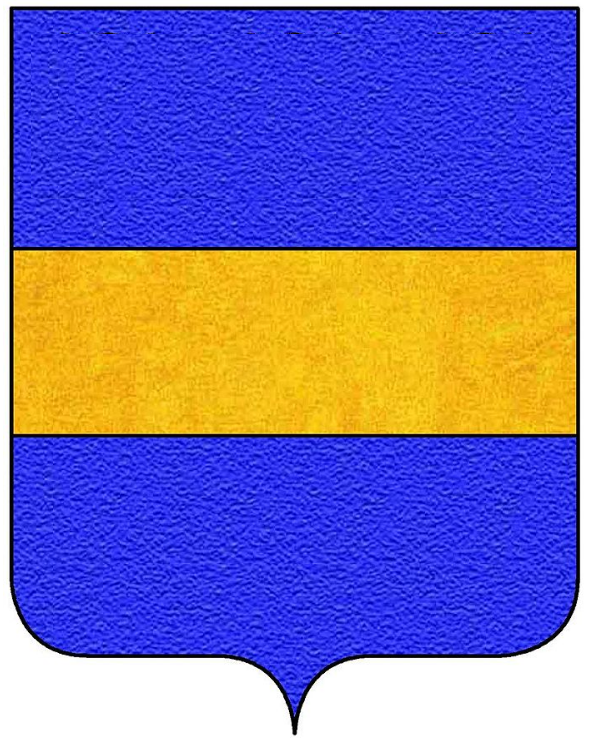
Герб семейства Бальони

## Биография
Асторре родился в Перудже в знатной семье Бальони. Он был сыном Гвидо, братом Морганте и Джентиле, двоюродным братом Джанпаоло и Симонетто.
30 июня 1500 года он женился на Лавинии Колонна в Перудже. Во время празднеств, охвативших весь город, родственник семьи Бальони Джулио Чезаре да Варано, властитель Камерино, толкает Грифонетто и Карло Бальони на заговор против Джанпаоло, Гвидо, Симонетто и других членов семьи. Этот заговор вошёл в историю Перуджи как «Кровавая свадьба».
15 июля, спустя две недели празднований, Асторре был зарезан двоюродным братом Филиппо, находясь в комнате со своей невестой. Как утверждают, тот действовал с чрезвычайной жестокостью. Прикончив Асторре, он распорол его грудь, вырвал оттуда сердце и впился в него зубами. После этого, голое тело Асторре протащили по лестнице его же дома и бросили на улице.
Асторре Бальони был похоронен в своём родном городе в местной церкви святого Франциска.

## В культуре
О судьбе Асторре упоминает Оскар Уайльд в своём произведении «Портрет Дориана Грея»:
…и, наконец, Грифонетто Бальони в нарядном камзоле и усаженной алмазами шляпе на акантоподобных кудрях, убийца Асторре и его невесты, а также Симонетто и его пажа, столь прекрасный, что, когда он умирал на желтой пьяцце Перуджии, даже ненавидевшие его не могли удержаться от слез, а проклявшая его Аталанта благословила его.
Также Асторре упоминается в базе данных игры Assassin's Creed: Brotherhood как отец Пантасилеи Бальони, одного из второстепенных персонажей игры.